# Jeversches Wochenblatt
Das Jeversche Wochenblatt (mit dem Untertitel Friesisches Tageblatt) ist eine deutsche Tageszeitung, die in der Kreisstadt Jever (Landkreis Friesland) bei der Brune-Mettcker Druck- und Verlagsgesellschaft mbH erscheint. Die verkaufte Auflage beträgt 5293 Exemplare, ein Minus von 40,5 Prozent seit 1998. Zum Verbreitungsgebiet gehören das Jeverland mit den Städten Jever und Schortens sowie den Gemeinden Wangerland, Sande und der Inselgemeinde Wangerooge, der Stadtnorden Wilhelmshavens sowie angrenzende Städte und Gemeinden. Schwesterpublikation ist der Anzeiger für Harlingerland im benachbarten Landkreis Wittmund.
Die Zeitung wurde 1791 als Wochenzeitung gegründet, Tageszeitung ist sie seit etwa 1890. Damit ist sie eine der ältesten noch erscheinenden Zeitungen Deutschlands. Es handelt sich um ein Kopfblatt, denn die Redaktion produziert den Lokalteil einschließlich des Lokalsports, die überregionalen Mantelseiten werden von der Nordwest-Zeitung in Oldenburg bezogen. Aufmacher der Titelseite sind meist lokale und regionale Themen. Das Jeversche Wochenblatt bildet mit den Nachbarzeitungen Anzeiger für Harlingerland und Wilhelmshavener Zeitung die Wilhelmshavener Zeitungsgruppe.

## Auflage
Das Jeversche Wochenblatt hat wie die meisten deutschen Tageszeitungen in den vergangenen Jahren an Auflage eingebüßt. Die verkaufte Auflage ist seit 1998 um 40,5 Prozent gesunken. Sie beträgt gegenwärtig 5293 Exemplare. Das entspricht einem Rückgang von 3604 Stück. Der Anteil der Abonnements an der verkauften Auflage liegt bei 94,1 Prozent.
| 1998 | 1999 | 2000 | 2001 | 2002 | 2003 | 2004 | 2005 | 2006 | 2007 | 2008 | 2009 | 2010 | 2011 | 2012 | 2013 | 2014 | 2015 | 2016 | 2017 | 2018 | 2019 | 2020 | 2021 | 2022 | 2023 | 2024 |
| ---- | ---- | ---- | ---- | ---- | ---- | ---- | ---- | ---- | ---- | ---- | ---- | ---- | ---- | ---- | ---- | ---- | ---- | ---- | ---- | ---- | ---- | ---- | ---- | ---- | ---- | ---- |
| 8897 | 8848 | 8783 | 8672 | 8521 | 8309 | 8123 | 8140 | 8128 | 8114 | 8092 | 7853 | 7836 | 7724 | 7826 | 7750 | 7640 | 7481 | 7249 | 7091 | 6858 | 6684 | 6372 | 6256 | 5868 | 5594 | 5293 |

## Online-Medien
Das Jeversche Wochenblatt veröffentlicht seine Nachrichten auf Lokal26. Über das Online-Angebot können auch die Artikel der anderen Zeitungen des Brune-Mettcker-Verlags, dem Anzeiger für Harlingerland und Wilhelmshavener Zeitung, abgerufen werden. Die Nachrichten aus dem Jeverschen Wochenblatt erscheinen hier zum Teil vor der Veröffentlichung in der gedruckten Ausgabe. Das Angebot von Lokal26 ist kostenpflichtig und kann daher nur mit einem gültigen Abonnement vollständig genutzt werden.